# Válogatás (album Exotic)
Válogatás, znany także pod nazwą Best of Exotic – kompilacyjny, a zarazem ostatni album zespołu Exotic, wydany w 1992 roku. Album został wydany przez Hungaroton-Gong na MC i CD.
Album zajął 23 miejsce na węgierskiej liście przebojów.

## Lista utworów
1. „Trabant” (5:45)
2. „Jó munkát” (3:03)
3. „Hiába provokál” (5:12)
4. „Itt élünk az erdőben” (4:02)
5. „Oh, Baby” (3:57)
6. „Ébresztő Paganini” (3:35)
7. „Bizonytalan mosoly” (3:55)
8. „Emléked bennem él” (6:15)
9. „Nézz rám tizedes” (3:53)
10. „Fekete bestia” (3:59)
11. „Holdfénytánc” (4:30)
12. „Olga” (3:32)
13. „Punk rapszódia” (4:14)
14. „Te ébressz fel” (3:08)
15. „Go-go Amerika” (3:27)
16. „24/24” (4:10)
17. „Szabadság-Dal” (5:41)

## Wykonawcy
- Tamás Sípos – wokal
- Zsolt Vámos – gitara
- Zoltán Tabár – gitara basowa
- István Tabár – instrumenty klawiszowe
- László Vermes – perkusja